# Adela Zamudio
Paz Juana Plácida Adela Rafaela Zamudio Rivero, conosciuta anche con lo pseudonimo Soledad (Cochabamba, 11 ottobre 1854 – Cochabamba, 2 giugno 1928), è stata una scrittrice, insegnante e pittrice boliviana, tra le pioniere del movimento femminista in Bolivia e considerata il massimo esponente della cultura del suo Paese.
Autrice principalmente di opere poetiche, ma anche di opere di narrativa e saggistica e di opere teatrali, trattò temi quali il divorzio, il matrimonio civile e la separazione dei poteri tra Stato e Chiesa. Le sue poesie furono definite "virili" e "mascoline" e lei stessa è stata definita "mujer-macho" ("donna macho").
Tra le sue opere letterarie principali, figurano Ensayos poéticos, Ensayos politicos, Íntimas, Peregrinando, Ráfagas, Cuentos breves, Nacer hombres, ¿Quo Vadis?, ecc. Oltre che nel suo Paese, i suoi libri furono pubblicati anche in Argentina e in Francia, anche se molte delle sue opere sono rimaste inedite.
Fu inoltre tra le fondatrici della rivista femminista boliviana Feminiflor.
Per quanto riguarda invece la sua attività di pittrice, la maggior parte delle sue opere è andata perduta.
Delle sue opere, si sono occupati i principali critici letterari boliviani e il giorno dell'anniversario della sua nascita, l'11 ottobre, è diventato in suo onore in Bolivia il giorno delle donne.

## Biografia

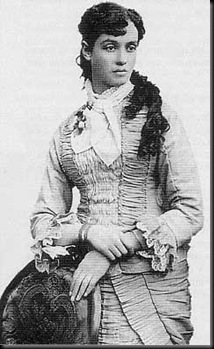
Altra immagine di Adela Zamudio.

Adela Zamudio era nata a Cochabamba l'11 ottobre 1854.
Formatasi nella scuola cattolica di Sant'Alberto, inizia a comporre poesie sin da giovanisima usando lo pseudonimo Soledad.
Nel 1887 pubblica la raccolta di poesie Ensayos poéticos, i cui temi principali sono la condizione della donna e delle classi meno abbienti.
Nel 1903, pubblica la poesia Quo Vadis?, dove critica i fondamenti che portarono alla costituzione della Chiesa cristiana.
Nel 1911 fonda la prima scuola femminile di pittura del suo Paese.
Nel 1912 pubblica Íntimas, un racconto epistolario in cui denuncia l'ipocrisia delle classi sociali più elevate.
Muore il 2 giugno 1928 nella sua città natale, all'età di 73 anni.

## Opere letterarie (lista parziale)
- Ensayos poéticos (1887)
- Ensayos politicos (1887)
- Nacer hombre (1887)
- ¿Quo Vadis? (1903)
- Íntimas (1912)
- Peregrinando (1912)

## Omaggi
- Alla scrittrice è intitolato il cratere di Venere Zamudio[7]